# Экономические районы СССР

Экономические районы СССР

Экономические районы СССР — районы СССР, выделявшиеся для целей территориального народно-хозяйственного планирования и управления экономикой.

## История
Состав экономических районов СССР менялся в соответствие с задачами совершенствования управления и планирования народного хозяйства в целях ускорения темпов и повышения эффективности общественного производства.
Планы 1-й пятилетки (1929—32) были составлен по 24 районам, 2-й пятилетки (1933—37) по 32 районам и зоне Севера, 3-й пятилетки (1938—42) по 9 районам и 10 союзным республикам, одновременно области и края были сгруппированы в 13 основных экономических районов по которым и производилось планирование развития народного хозяйства в территориальном разрезе.
В 1963 утверждена таксономическая сетка, уточнённая в 1966, включающая 18 крупных экономических районов и Молдавскую ССР.

## Состав экономических районов СССР

### РСФСР
- Центральный — в том числе Московский промышленный район, а также крупные Рязанский, Тульско-Новомосковский, Ярославский, Калининский узлы,
- Центральночернозёмный — в том числе крупнейший Воронежский промышленный узел,
- Восточно-Сибирский — в том числе крупнейший Красноярский промышленный узел, крупные Иркутский, Братский узлы,
- Дальневосточный — в том числе крупные Хабаровский и Владивостокский промышленные узлы,
- Северный — в том числе крупный Архангельский промышленный узел,
- Северо-Кавказский — в том числе крупнейший Ростовский промышленный узел, крупный Краснодарский узел,
- Северо-Западный — в том числе Ленинградский промышленный район,
- Поволжский — в том числе крупнейшие Саратовский, Волгоградский, Куйбышевский, Казанский промышленные узлы, крупные Астраханский, Ульяновский, Пензенский, Тольятти-Жигулёвский, Нижнекамско-Набережночелнинский узлы,
- Уральский — в том числе крупнейшие Свердловский, Челябинский, Уфимский, Пермский промышленные узлы, крупные Магнитогорский, Оренбургский, Салават-Стерлитамакский, Тагильский узлы,
- Волго-Вятский — в том числе крупнейший Горьковский промышленный узел и крупный Кировский узел,
- Западно-Сибирский — в том числе промышленный район Кузбасс, крупнейшие Новосибирский, Омский промышленные узлы, крупные Тюменский, Томский, Барнаульский узлы.

### Украинская ССР
- Донецко-Приднепровский — в том числе 2 промышленных района — Донбасс и Приднепровье, крупнейший Харьковский промышленный узел, крупный узел — Приазовье,
- Юго-Западный — в том числе крупнейший Киевский промышленный узел, крупный Львовский узел,
- Южный — в том числе крупнейший Одесский промышленный узел.

### Белорусская ССР
- Белорусский — в том числе крупнейший Минский промышленный узел, крупный Витебско-Полоцкий узел.

### Казахская ССР
- Казахстанский — в том числе крупнейший Алма-Атинский промышленный узел, крупные Карагандинский, Павлодар-Ермаковский, Восточно-Казахстанский узлы.

### Прибалтика
- Прибалтийский (Литовская ССР, Латвийская ССР, Эстонская ССР, а также Калининградская область РСФСР) — в том числе крупнейший Рижский промышленный узел, крупные Вильнюсский, Таллинский узлы.

### Республики Кавказа
- Закавказский (Армянская ССР, Азербайджанская ССР, Грузинская ССР) — в том числе крупнейшие Тбилисский, Апшеронский (Баку) промышленные узлы, крупный Ереванский узел,

### Республики Средней Азии
- Среднеазиатский (Узбекская ССР, Туркменская ССР, Таджикская ССР, Киргизская ССР) — в том числе крупнейший Ташкентский промышленный узел, крупные Южно-Таджикский, Фрунзенский, Фергано-Маргиланский, Самаркандский узлы.

### Молдавская ССР
Молдавская ССР в том числе крупный Кишинёвский узел рассматривалась отдельно и в состав крупных экономических районов не включалась.

## Промышленные районы и ТПК СССР
Кроме экономических районов на территории Советского Союза выделялось 5 промышленных районов:
- Московский,
- Ленинградский,
- Донбасс,
- Кузбасс,
- Приднепровье.

В 1980-х годах выделялись и развивались программно-целевые территориально-производственные комплексы (ТПК), крупнейшие из которых:
- Западно-Сибирский (нефтяная и газовая промышленность Тюменской области РСФСР),
- Канско-Ачинский (угольная промышленность Красноярского края РСФСР),
- Южно-Якутский (угольная промышленность Якутской АССР),
- Тимано-Печорский (угольная и нефтяная промышленность Коми АССР, Ненецкого АО РСФСР),
- Саянский (цветная металлургия Хакасской АО РСФСР),
- Курская Магнитная Аномалия, КМА (железорудная, металлургическая промышленность Белгородской, Курской областей РСФСР),
- Павлодар-Экибастузский (угольная промышленность Павлодарской области КазССР).

К сложившимся ТПК СССР относили все крупные (с населением 3 млн. человек и более) области, края и АССР (за исключением Красноярского края; но включая ряд областей и АССР менее 3 млн. человек: Волгоградскую, Ивановскую, Тульскую и др.).